# 7906 Melanchton
7906 Melanchton este o planetă minoră (asteroid), cu un diametru de 9,548 km, din centura de asteroizi. A fost descoperită pe 24 septembrie 1960 la Observatorul Palomar de Cornelis Johannes van Houten și a fost numită după Philipp Melanchthon. 
Obiectul prezintă o orbită caracterizată de o semiaxă mare de 3,0499215 UAi, o excentricitate de 0,14, o înclinație de 10,03142 ° în raport cu ecliptica.